# 杜佩奇鎮區 (伊利諾伊州威爾縣)
杜佩奇鎮區（英語：DuPage Township）是位於美國伊利諾伊州威爾縣的一個行政鎮區。

## 地方資料
根據2010年美國人口普查的數據，杜佩奇鎮區的面積為95.20平方千米，當中陸地面積為93.90平方千米，而水域面積為1.30平方千米。當地共有人口88762人，而人口密度為每平方千米932.37人。